# Principe du contradictoire dans les procédures juridictionnelles en France
Le principe du contradictoire (ou principe de la contradiction) est un principe de droit assez ancien existant dans toute procédure, qu'elle soit civile, administrative, pénale ou disciplinaire, et qui signifie que chacune des parties a été mise en mesure de discuter l'énoncé des faits et les moyens juridictionnels que ses adversaires lui ont opposés.
Ce principe est également invoqué par la locution latine Audiatur et altera pars (ou tourné à l'actif Audi alteram partem), qui signifie « que soit entendue aussi l'autre partie ».
Le principe du contradictoire est à rapprocher des notions de droits de la défense, bonne foi, loyauté, équité et égalité des armes (art. 6 §1er CEDH). Le principe du respect du contradictoire s'applique à tout moment de la procédure. Il implique :
- que le demandeur informe en temps utile le défendeur de ses prétentions ainsi que des moyens de fait, des moyens de droit et des éléments de preuve qui sont invoqués à l'appui des prétentions ;
- que les parties échangent leurs conclusions et leurs pièces en temps utile, et sous bordereau récapitulatif[3] ;
- que les mesures de recherche de preuve soient menées en présence des parties et de leurs conseils (les expertises sont ainsi contradictoires par principe) ;
- que le juge, lorsqu'il soulève d'office un moyen de droit ou lorsqu'il requalifie juridiquement les faits, informe préalablement les parties afin que celles-ci puissent en discuter ;
- que les débats soient eux-mêmes contradictoirement menés dans le cadre d'une audience publique, ou bien dans le cadre d'une audience de cabinet (ex. le débat devant le juge des libertés et de la détention précédant l'éventuelle mise en détention provisoire).

Dans le système juridique français, le principe de la contradiction est consacré par les articles 14, 15, 16 et 17 du Code de procédure civile. 
Le principe du contradictoire est également protégé par le Code de procédure pénale, qui dispose en son article préliminaire que « la procédure pénale doit être équitable et contradictoire et préserver l'équilibre des droits des parties ». 
Le respect du principe du contradictoire figure également dans le Code de déontologie des avocats (article 5) :

« L'avocat se conforme aux exigences du procès équitable. Il se comporte loyalement à l'égard de la partie adverse. Il respecte les droits de la défense et le principe du contradictoire. »

Ce principe entraîne des obligations à respecter dans la communication avec la partie adverse. Certaines procédures n'ont cependant pas lieu contradictoirement :
- dans le cas où le juge prend une mesure d'administration judiciaire (par exemple, renvoi à une autre audience, ou une décision de jonction de procédures) ;
- dans le cas des procédures civiles en matière gracieuse puisque, par nature, le demandeur n'a pas d'adversaire. Cependant, comme dans les procédures contentieuses, le juge devra soumettre au demandeur le moyen qu'il entend soulever d'office ;
- dans le cas des procédures sur requête, tout au moins provisoirement, car  la partie non appelée dispose d'un recours permettant de rétablir le contradictoire (par exemple, le référé-rétractation)